# 灰鹃鵙
灰鹃鵙（学名：Coracina polioptera）是山椒鸟科鸦鹃鵙属的一种，分布于柬埔寨、老挝、缅甸、泰国和越南。其自然栖息地为亚热带或热带的湿润低地森林以及亚热带或热带的湿润山地。